# Carlos Marchena
Carlos Marchena López född 31 juli 1979 i Las Cabezas i provinsen Sevilla är en spansk fotbollsspelare, försvarare som spelar för Deportivo de La Coruña. 
Marchena debuterade 1997 i Sevilla FC och efter ett år 2000/2001 i SL Benfica kom han 2001 till Valencia CF och spelade där tills 2010 då han skrev på för Villarreal CF där han för närvarande spelar. Marchena bar kaptensbindeln under sina två sista år i Valencia, där han spelade mest som central mittback men ibland även som defensiv mittfältare.
Marchena spelar också i Spaniens landslag där han gjort över 50 matcher efter debuten i herrlandslaget 2002. Han blev silvermedaljör i OS år 2000 i Sydney, Europamästare 2008 och världsmästare i VM i Sydafrika 2010 med det spanska herrlandslaget "La Roja".
Med Valencia CF har han vunnit spanskt ligaguld, spanska cupen (Copa del Rey), UEFA Europa League (2004, då kallad UEFA Cup) , nått finalplats i UEFA Champions League samt en mängd andra titlar.